# Segovia-Guiomar
Segovia-Guiomar – stacja kolejowa położona 6 km od centrum Segowii, we wspólnocie autonomicznej Kastylia i León, w Hiszpanii. Stacja położona jest na 76 km linii LAV (Linia Dużej Prędkości) Madryt-Segowia-Valladolid.
Stacja została oddana do użytku dniu 22 grudnia 2007, zbiegło się to z rozpoczęciem kursowania pociągów na linii LAV Madryt-Segovia-Valladolid, która stanowi nowe połączenie komunikacji kolejowej między Madrytem i północno i północno-zachodnią częścią Półwyspu Iberyjskiego, a także Francją i w przyszłości szacuje się, że z Portugalią.